# Christian Binder (Autor)
Christian Binder (* 1741 in Hedelfingen; † 1823 in Rudersberg) war württembergischer Theologe und Pfarrer in Rudersberg im heutigen Rems-Murr-Kreis. Er war Autor des Bandes Wirtembergs Kirchen- und Lehraemter oder vollständige Geschichte von Besezung des Herzoglich-Wirtembergischen Consistoriums und Kirchenraths, … und jeder Kirchenämter … von der Reformation bis auf jezige Zeiten, das in einer ersten Auflage 1798 in Tübingen erschien.

## Leben
Christian Binder wurde 1741 in Hedelfingen als Sohn des Christoph Peter Binder geboren. 1759 immatrikulierte er sich an der Universität Tübingen. Nach mehreren Vikariaten wurde er Pfarrer in Dachtel (1769), Eberstadt (1771), Ottmarsheim (1789) und Rudersberg (1801). Rudersberg blieb sein Wirkungsort. 1769 heiratete er in Bietigheim Sabina Friederika Hiller. Aus der Ehe gingen neun Kinder hervor, von denen drei früh verstarben. Der Sohn Christian (* 26. Februar 1775 in Eberstadt) wurde Kaufmann in Augsburg, Kassier bei Bankier und Wohltäter Friedrich von Halder (1773–1856) in Augsburg und Hofrat in Stuttgart, der jüngste Sohn Karl Wilhelm Heinrich (* 16. Dezember 1783 in Eberstadt) wurde Revisor in Stuttgart, Stadtschreibereiverweser in Gmünd und Oberamtmann im Oberamt Gmünd. Binder wurde als Autor des Bandes Wirtembergs Kirchen- und Lehrämter bekannt.

## Einzelnachweis
1. ↑  Personen Binder, Christian. In: Württembergische Kirchengeschichte Online. Archiv und Zentralbibliothek der Evangelischen Landeskirche in Württemberg, abgerufen am 19. Juli 2020.

| Personendaten    | Personendaten                          |
| ---------------- | -------------------------------------- |
| NAME             | Binder, Christian                      |
| KURZBESCHREIBUNG | württembergischer Theologe und Pfarrer |
| GEBURTSDATUM     | 1741                                   |
| GEBURTSORT       | Hedelfingen                            |
| STERBEDATUM      | 1823                                   |
| STERBEORT        | Rudersberg                             |